# Dovers hvide klipper
Dovers hvide klipper (engelsk White Cliffs of Dover) er en række hvide klipper ud til Doverstrædet i Den engelske kanal i Sydengland. De er en del af North Downs-formationen, og ligger lige ud til. Klinterne, som på det højeste sted rejser sig 110 meter over havet, består af en blanding af kalksten og mindre mængder flint, hvilket giver dem deres karakteristiske udseende. Klipperne, der strækker sig over 13 kilometer på begge sider af Dover i Kent. En del af kystlinjen blev købt af National Trust i 2016.
Klipperne er en del af Dover to Kingsdown Cliffs Site of Special Scientific Interest og Special Area of Conservation.